# Wim van der Veer
Wim van der Veer (Leeuwarden, 1 augustus 1939) is een Nederlands expressionistisch kunstschilder.

## Levensloop
Van der Veer werd in 1960 lid van ‘It  Frysk Palet‘ en in 1961 lid van ‘de Boun fan Fryske Kunstners’. Hij studeerde in 1975 af van Academie Minerva in Groningen. Eind jaren 70 verbleef Van der Veer op Ameland waar hij een serie van 18 landschappen schilderde. Deze schilderijen werden in 2018 aangekocht door de Amelander Musea.
 

Van der Veer exposeerde in diverse musea, waaronder Museum Belvédère, het Fries Museum, museum Princessehof, Museum Martena en het Hannemahuis. Het werk van Van der Veer wordt vergeleken met dat van Gerrit Benner, Bouke van der Sloot en Simon Kamminga. Hij schildert voornamelijk landschappen en portretten. Naar schatting heeft hij meer dan 1000 schilderijen, etsen en tekeningen gemaakt.

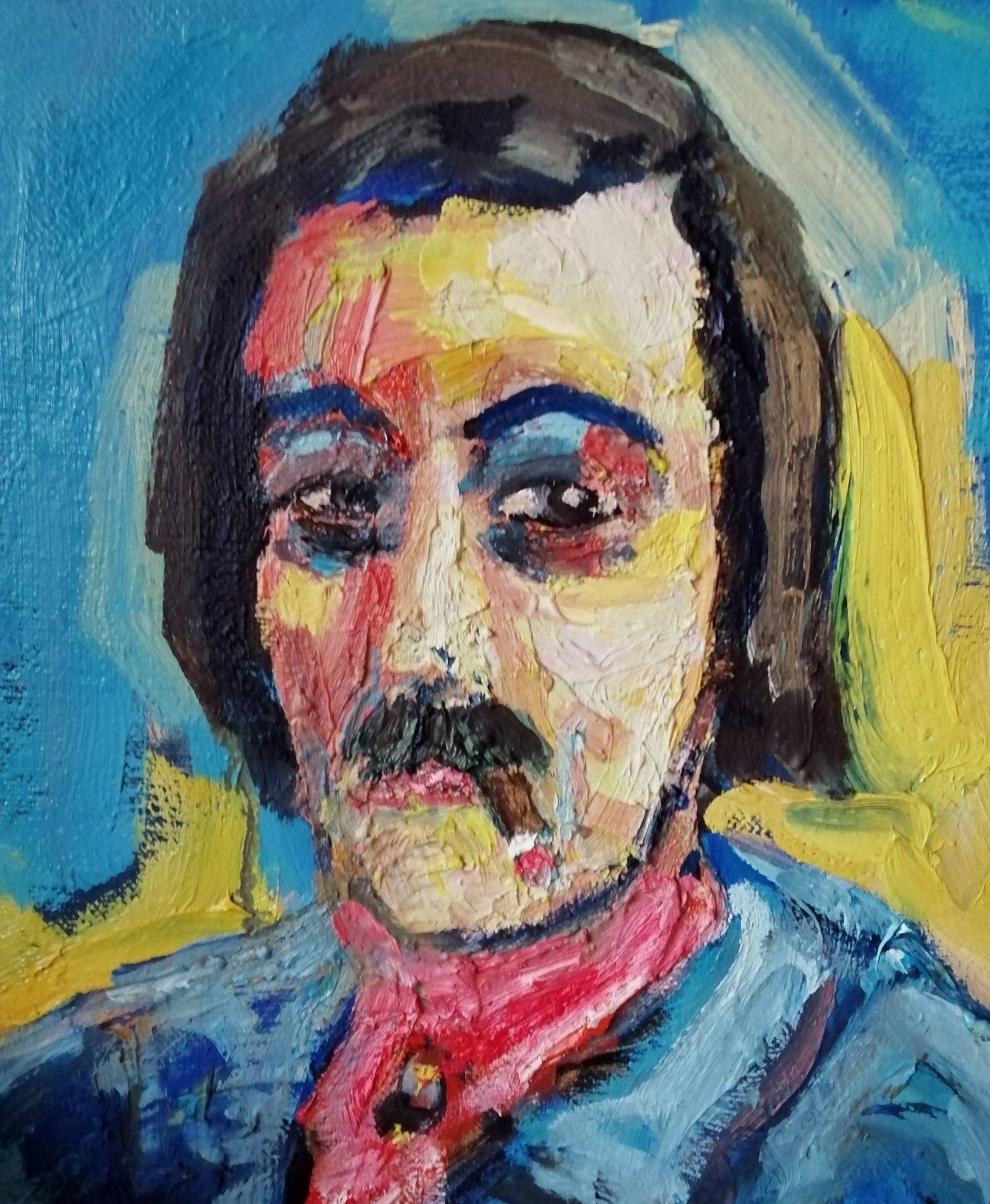
Zelfportret
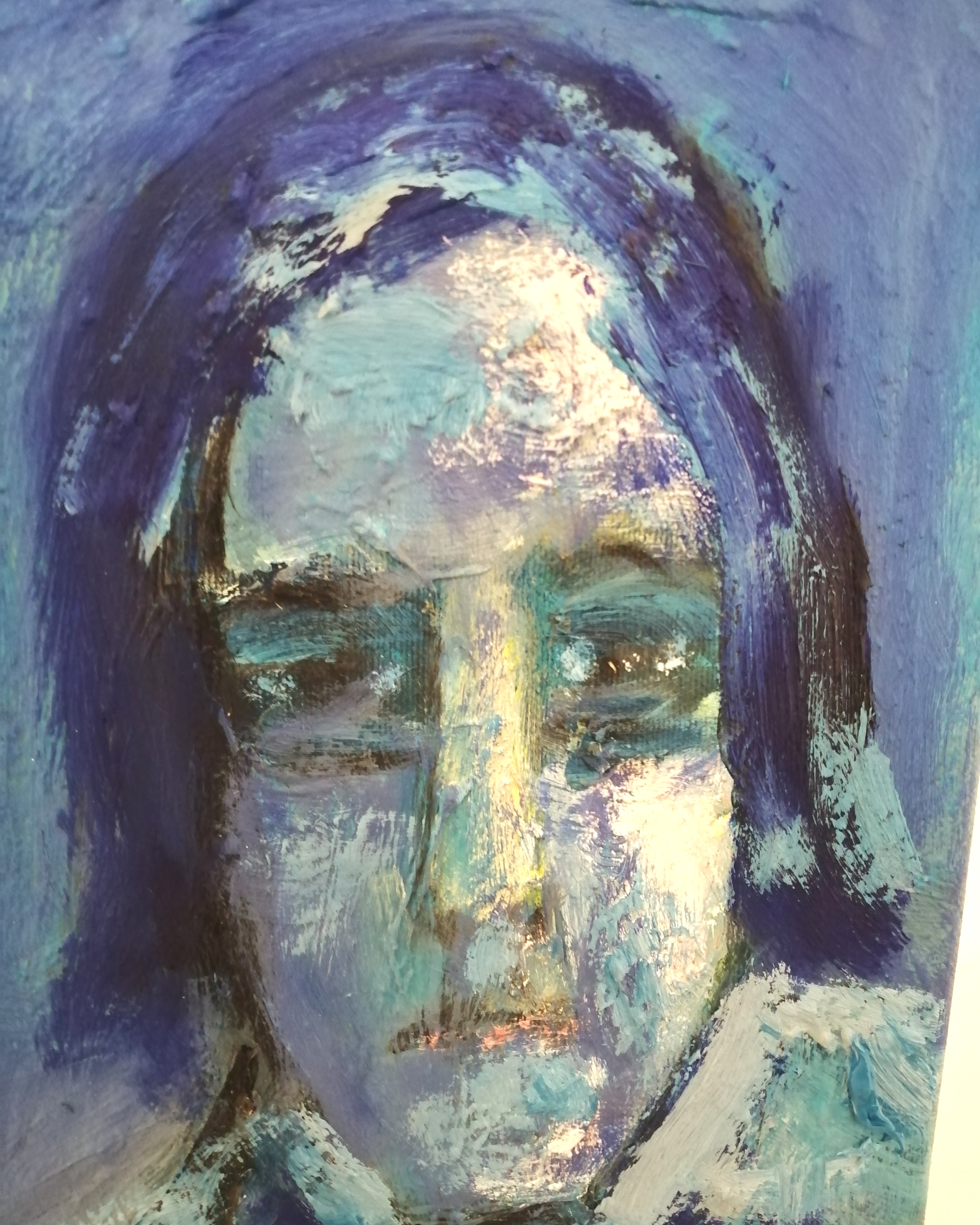
Zelfportret

## Publicaties
- Wim van der Veer, skilder fan Lân, Wetter en Portretten (2004)
- Fryslân in geel groen en blauw, Leven en werk van Wim van der Veer (2014)

Vermelding in:
- 15 jaar galerie Goutum (2002)
- Uitzicht op Hollands Laagland (2012)
- Kunstschatten van Oranjewoud (2014)
- Leeuwarden, de mooiste stadsgezichten (2018)